# 盧成実
盧 成実（ロ・ソンシル、朝鮮語: 로성실、Ro Song-sil、1960年  - ）は、朝鮮民主主義人民共和国の政治家。

## 経歴
金日成総合大学卒業。父親は金日成と共に戦った抗日パルチザンであったという。
ロは長らく朝鮮民主主義人民共和国で女性運動に関与し、2001年に朝鮮民主女性同盟平壌直轄市委員会副委員長に就任後は、同国内での女性運動を主導する立場となり、数々の女性集会で挨拶や演説を行っていることが確認され、また朝鮮民主女性同盟代表団を率いて外国訪問を度々行っているなど、名実共に朝鮮民主主義人民共和国を代表する女性活動家であった。
2008年に朝鮮民主女性同盟中央委員会委員長に就任すると、2009年には最高人民会議代議員に選出され、最高人民会議常任委員会委員に任命された。さらに2010年には朝鮮労働党中央委員候補に指名されている。
また、ロは朝鮮労働党の実力者であった張成沢の指導の下で国家体育指導委員会委員に任命された。2011年に金正日総書記が死去した際にはその国家葬儀委員会メンバーに143番目の人物として記載されている。
2013年に張成沢が失脚した後、ロも翌年の2014年に朝鮮民主女性同盟委員長を解任されたと伝えられる。解任以後のロ・ソンシルの動静は不明である。